# Meisenheimerův komplex
Meisenheimerův komplex (také nazývaný Jacksonův–Meisenheimerův komplex) je 1:1 adukt vznikající reakcí arenu, na kterém je navázána skupina odtahující elektrony, s nukleofilem. Tyto komplexy se objevují jako reaktivní meziprodukty v nukleofilních aromatických substitucích, podařilo se však izolovat stálé soli některých takových komplexů.

## Historie
V roce 1886 pozoroval Janovski po smíchání 1,3-dinitrobenzenu s alkoholovým roztokem zásady výrazné fialové zbarvení. Roku 1895 zkoumal Cornelis Adriaan Lobry van Troostenburg de Bruyn červenou pevnou látku získanou reakcí trinitrobenzenu s hydroxidem draselným v methanolu. V roce 1900 provedli Jackson a Gazzolo reakci trinitroanizolu s methoxidem sodným a pro produkt navrhli chinoidovou strukturu.
V roce 1902 Jakob Meisenheimer zjistil, že okyselením tohoto produktu dojde k obnově reaktantu.
Pokud komplex obsahuje tři skupiny odtahující elektrony, tak se podle chinoidového modelu záporný náboj nachází na jedné z těchto skupin. U arenů s menší elektronovou hustotou je delokalizovaný v celém cyklu.
V jedné studii byla provedena reakce Meisenheimerova arenu (konkrétně 4,6-dinitrobenzofuroxanu) s arenem odevzdávajícím elektrony (1,3,5-tris(N-pyrrolidinyl)benzenem) za vzniku zwitteriontového Meisenheimerova–Whelandova komplexu. Jako Whelandovy meziprodukty se označují kationtové meziprodukty vznikající při elektrofilních aromatických substitucích, které jsou kladně nabitým protějškem záporně nabitých Meisenheimerových meziproduktů, jež se tvoří při nukleofilních aromatických substitucích. Současný výskyt Whelandova a Meisenheimerova meziproduktu v jednom zwitteriontovém komplexu se tak označuje pojmem Meisenheimerův–Whelandův komplex.
Struktura tohoto komplexu byla potvrzena pomocí NMR spektroskopie.

## Janovského reakce
Při Janovského reakci reaguje 1,3-dinitrobenzen s enolizovatelným ketonem za vzniku Meisenheimerova aduktu.

## Zimmermannova reakce
Při Zimmermannově reakci se produkt Jankovského reakce oxiduje za nadbytku zásady na výrazně zbarvený enolát, který je dále reakcí s dinitrosloučeninou převeden na aromatický nitroamin. Tato reakce je podstatou Zimmermannova testu, jenž slouží k důkazu přítomnosti ketosteroidů.